# Station Ngebruk
Ngebruk is een spoorwegstation in de Indonesische provincie Oost-Java.

## Bestemmingen
- Matarmaja: naar Station Malang en Station Pasar Senen
- Penataran naar Station Blitar en Station Surabaya